# نقطه لاندا

نمودار ظرفیت گرمایی ویژه برحسب دما (در فشار یک اتمسفر)

نقطه لاندا دمایی است که در آن گذار هلیوم مایع معمولی به هلیوم ابرشاره روی می‌دهد. نقطه لاندا با کمترین فشار، ۲٫۱۷۲ کلوین در فشار ۰٫۰۴۹۷ اتمسفر و نقطه لاندا با بالاترین فشار، ۱٫۷۶ کلوین در فشار ۲۹٫۸ اتمسفر است که بالاترین فشار برای دست‌یابی به ابرشارگی است.
نام این نقطه از نمودار حاصل از رسم ظرفیت گرمایی ویژه برحسب دما (در یک فشار خاص) گرفته شده‌است که به شکل حرف یونانی لاندا می‌باشد. با نزدیک شدن دما به نقطه لاندا، ظرفیت گرمایی ویژه به بی‌نهایت میل می‌کند.

## یادکردها
1. ↑  «نسخه آرشیو شده». بایگانی‌شده از اصلی در ۵ آوریل ۲۰۰۷. دریافت‌شده در ۵ آوریل ۲۰۰۷.